# 哈夫穆恩 (北卡羅萊納州)
哈夫穆恩（英語：Half Moon）是位於美國北卡羅萊納州昂斯洛縣的普查規定居民點。

## 人口
根據2020年美國人口普查的數據，哈夫穆恩的面積為19.22平方千米，皆為陸地。當地共有人口7543人，而人口密度為每平方千米392.46人。